# Зелений фургон (фільм, 1983)
«Зелений фургон» (рос. «Зелёный фургон») — радянський двосерійний художній фільм за мотивами однойменної повісті О. Козачинського, знятий Одеською кіностудією в 1983 році. Ремейк однойменного радянського фільму 1959 року. Ряд українських журналістів, зокрема Дарія Гірна та Роман Маленков, викрили пропаганду українофобії не лише у «Зеленому фургоні» а й у багатьох інших фільмах часів  радянської окупації України (українців, у першу чергу українськомовних, часто зображували кумедними та карикатурними персонажами, яких грали другорядні актори , протиставленням яким були "благородні" росіяни) , а Дмитро Харатьян, що зіграв головного героя, підтримує путінський режим і війну проти України

## Сюжет
Дія фільму відбувається у 1920 році. Колишній гімназист Володя Патрикеєв стає начальником одеського повітового відділення міліції і за наказом начальника оперативного відділу, разом з підлеглим міліціонером Грищенко бореться на селі та у його околицях з місцевими самогонщиками, конокрадами і спекулянтами і навіть кидає виклик кримінальному авторитету на прізвисько Червень ...

## У ролях
- Дмитро Харатьян - Володя Патрикеєв
- Олександр Дем'яненко - Віктор Прокопович Шестаков
- Борислав Брондуков - Микола Грищенко, сільський міліціонер
- Олександр Соловйов - Красунчик, колишній футболіст, конокрад
- Регімантас Адомайтіс - Олександр Дмитрович Єрмаков, колишній адвокат, злочинець «Червень» (озвучення Олексій Золотницький)
- Костянтин Григор'єв - начальник оперативного відділу Карного розшуку
- Едуард Марцевич - батько Володі, професор філології
- Віктор Іллічов - Федько Бик, злодій і ведмежатник
- Катерина Дурова - Катерина Вертинська, колишня гімназистка, нальотчиця
- Рудольф Мухін - нальотчик
- Фауст Міндлін - французький кулеметник
- Текст читає Армен Джигарханян
- В епізодах: Лев Перфілов, Юрій Дубровін, Маргарита Криницина, І. Матвєєв, Борис Сабуров, В. Волков, Валерій Бассель, Віктор Павловський, Борис Астанков, Микола Невідничий, В. Федосов, С. Федосов, В. Меняйло, Валерій Мотренко, Ернест Штейнберг, Н. Попова та ін.